# إصابة الإصبع الناتجة عن شد قميص الخصم

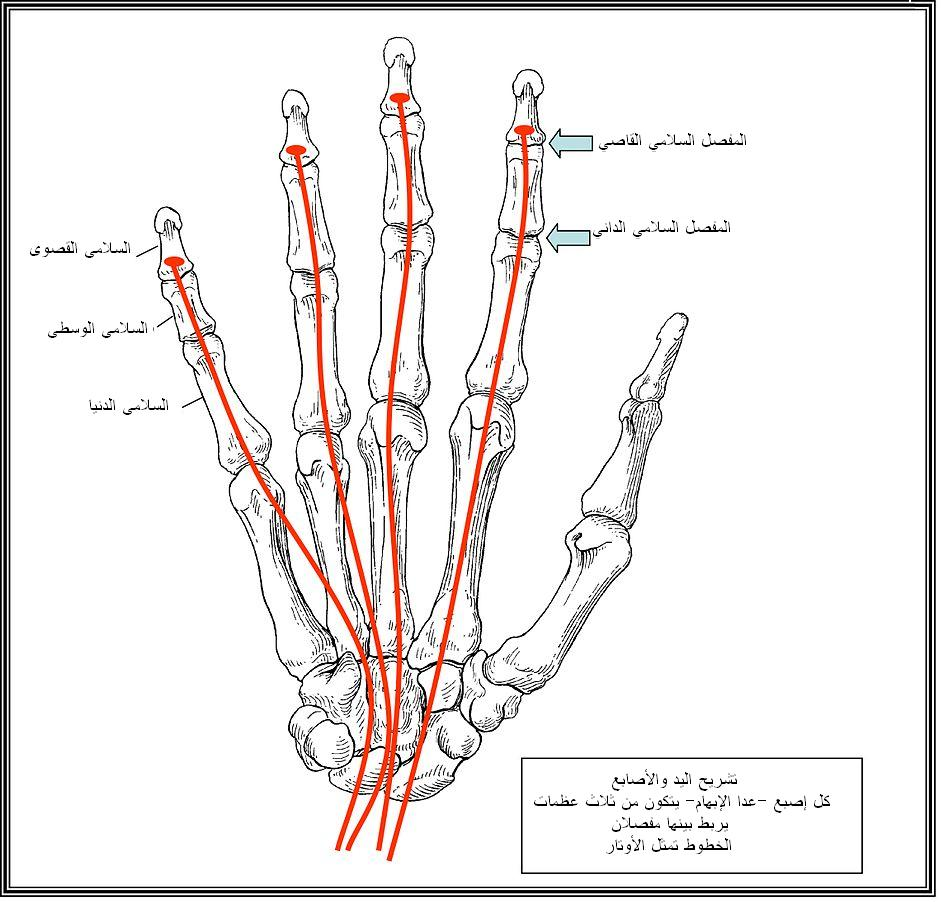
تشريح اليد. المفاصل والأوتار

تُعد إصابة الإصبع الناتجة عن شد قميص الخصم إحدى الإصابات المرتبطة بالأصابع، وهي إصابة شائعة للغاية بين الرياضيين ولا تعتبر شديدة الخطورة.

## التشريح
تتكون الأصابع الأربعة جميعها ما عدا الإبهام وهي (السبابة والوسطى والبنصر وخنصر) من ثلاث عظمات تُسمى السُلامي والتي تتراص على شكل صفٍ طولي مشابه لعربات القطار. وتسمى هذه العظمات الثلاثة بالترتيب: السلاميات الدانية (وهي الأقرب لراحة اليد) والسلاميات الوسطى وأخيرًا السُلاميات القصوى أو الطرفية (وهي الأبعد عن راحة اليد). وتُعرف المفاصل الموجودة بين هذه العظام بـ المفصل بين السلامي الداني (والموجود بين السُلاميات الدانية والوسطى) والمفصل بين السُلامي القاصي (والموجود بين السُلاميات الوسطى والقصوى). وتُرسل العضلاتالموجودة في الساعد أوتارا طويلة تصل إلى الأصابع؛ حيث تقوم هذه الأوتار بالتعلق في نقاطٍ محددة على عظام الأصابع. فعند ثني وفرد الأصابع، تنقبض العضلات الموجودة في الساعد، وبالتالي تقوم الأوتار المتصلة بها بسحب الأجزاء العظمية المتصلة بها. وتُعرف أعمق العضلات القابضة الموجودة في الجزء الأمامي من الساعد باسم العضلة المثنية العميقة للأصابع (FDP)، وتقوم هذه العضلة بإرسال أربعة أوتار تمتد عبر النفق الرسغي وصولاً إلى اليد حيث تتصل بالسُلاميات القصوى الموجودة في الأصابع الأربعة باستثناء الإبهام.

## إصابة الإصبع الناتجة عن شد قميص الخصم
يستخدم مصطلح إصابة الإصبع الناتجة عن شد قميص الخصم لوصف الضرر الذي يحدث لأحد أوتار العضلة المثنية العميقة عند منطقة اتصاله بالسلامي القاصي. وغالبًا ما تحدث هذه الإصابة بين لاعبي كرة القدم الأميركية عندما يقوم أحد اللاعبين بجذب قميص خاص بلاعبٍ آخر بأطراف إصبعٍ واحد أو أكثر من أصابعه في نفس الوقت الذي يقوم فيه اللاعب الآخر بالجذب أو محاولة الفرار من خصمه. وتسفر قوة هذا الحدث عن حدوث تمدد شديد في طرف الإصبع عند مفصل العضلة المثنية العميقة للأصابع عندما يكون هناك التواء في الجزء الداني من الإصبع. ويمكن لمثل هذا الحدث أن يؤدي بشكل جزئي أو كلي إلى تمزق وتر العضلة المثنية العميقة للأصابع عند أو قرب نقطة اتصاله بالسلامي القاصي. وأحيانًا، تكون قوة السحب كبيرة لدرجة التسبب في حدوث كسر قلعي لقطعة من العظام السُلامية والتي قد يظل الوتر متصلاً بها. وقد ينكمش وتر العضلة المثنية العميقة للأصابع بشكلٍ طفيف؛ حيث يظل في الإصبع بالقرب من مفصل العضلة المثنية العميقة أو قد ينكمش بشكلٍ كامل ويتراجع إلى راحة اليد. وفي حالة تمزق وتر العضلة المثنية العميقة للأصابع بشكلٍ كامل، لا يستطيع الشخص الذي يعاني من هذه الإصابة أن يثني الإصبع المصاب عند مفصل العضلة المثنية العميقة بدون مساعدة.
تتضمن أعراض الإصابة ما يلي:
- شعور بتمزق أو طقطقة في الإصبع وقت الإصابة
- ألم عند تحريك الإصبع المصاب وعدم القدرة على ثني المفصل الأخير من الإصبع
- هشاشة الإصبع المصاب مع تورمه وارتفاع درجة حرارته
- ظهور كدمات بعد مرور يومين على الإصابة
- الشعور أحيانًا بتورم في كف الإصبع [2]

## العلاج
يُمكن معالجة إصابات الدرجة الأولى (تمزق جزئي في الوتر) دون تدخل جراحي وذلك عن طريق إراحة الإصبع ووضع الثلج عليه ورفعه. وعادةً ما يتم استخدام جبيرة للإصبع لضمان ثباته في مكانه حتى الشفاء. أما الدرجة الثانية (تمزق كامل في الوتر) والدرجة الثالثة (تمزق مع وجود شريحة مركبة في العظم) فيتطلبان تدخلاً جراحيًا لإصلاح الضرر الذي لحق بالأنسجة الرخوة. وأحيانًا يتم تركيب دبابيس جراحية في الإصبع المصاب لتثبيت العظم والوتر في مكانهما المناسب.  وقد تشمل مشاكل ما بعد الجراحة حدوث عدوى، أو فشل الدبوس المركب في الإصبع، ومن ثمّ تحدث تشوهات في الظفر والمفصل.

## وصلات خارجية
- الشرح العضلي الهيكلي لإصابة الإصبع الناتجة عن شد قميص الخصم
- أطباء الطب الرياضي